# ديفيد غريفيثز (ملحن)
ديفيد غريفيثز (بالإنجليزية: David Griffiths)‏ هو مغني أوبرا وملحن ومغني نيوزلندي، ولد في 1950 في أوكلاند في نيوزيلندا.

## وصلات خارجية
- ديفيد غريفيثز على موقع ميوزك برينز (الإنجليزية)
- ديفيد غريفيثز على موقع ديسكوغز (الإنجليزية)